# The Pinnacle Museum Tower
Pinnacle Museum Tower es el segundo rascacielos residencial más alto en la ciudad de San Diego, California, Estados Unidos, a una altitud de 449 (137 m). La torre tiene 36 niveles, 3 subterráneos, 182 habitaciones de hoteles y fue terminado en 2005.